# پیله (فیلم ۱۹۹۵)
پیله (به ترکی استانبولی: Koza) یک فیلم کوتاه سیاه و سفید به نویسندگی و کارگردانی نوری بیلگه جیلان در سال ۱۹۹۵ است.
این فیلم اولین اثر نوری بیلگه جیلان و همچنین اولین فیلم کوتاه ترکیه بود که در سال ۱۹۹۵ نامزد جایزه بهترین فیلم کوتاه جشنواره فیلم کن شد.